# BIRTH (OVA)
『BIRTH』（バース）は、1984年9月5日に発売されたOVA作品。発売に先行し7月21日に東急パンテオンなどで劇場公開された。

## 概要
本作はビクター音楽産業のOVA第一弾。レコード会社が初めて販売したOVAでもある。
売上目標は3万本だったが売上は1万8000本に留まった。しかし、一定の成功はしたとみなされ、第2弾の『メガゾーン23』につながった。
監督は貞光紳也、アニメーションディレクターは金田伊功が務めている。また、矢尾一樹の声優デビュー作でもある。
もともとはOVAではなくテレビシリーズとして企画された作品である。
金田の筆による漫画版も存在し、第1部（衛星イド編）が『リュウ』Vol.19〜25に、第2部（大宇宙放浪編）が『ザ・モーションコミック』Vol.3〜4、7〜9にそれぞれ連載された。Vol.10にも掲載される旨の予告があったが休載となり、休刊号のVol.11にも載らずそのまま連載消滅した。

## ストーリー
舞台は、かつて高度な文明が栄えていた惑星アクアロイド。アクアロイドが属する星系リドは、イノガニックと呼ばれる謎の無機知性体に支配されており、住民達は片隅で細々と生き延びていた。アクアロイドに住む少年シュルギ・ナムは、ある日、光り輝く剣を手に入れる。ナムと幼なじみのラサ、そしてモンガーは、その日からイノガニックに追われることになる。その剣こそイノガニックを滅ぼすことのできる唯一の武器「聖剣（シェード）」だったのである。

## 登場人物
シュルギ・ナム
声 - 矢尾一樹
主人公。アクアロイドに住む16歳の少年。黒髪で瞳は茶色。元気があり余り過ぎてとにかく暴れん坊だが、性根は善良。
聖剣を手に入れたことから渦中の人となる。
ユピテル・ラサ
声 - 冨永みーな
ヒロイン。ナムの幼馴染で、金髪碧眼の17歳の少女。姉さん女房タイプでツッコミ担当。
ナムが聖剣を入手したことで騒動に巻き込まれる。
バオ・ルザン
声 - 永井一郎
ジュノベル・キム
声 - 塩沢兼人
モンガー
声 - 白石冬美
アクアロイドの小型の生命体で、ナムの相棒と言える存在。
ナムやラサと共に逃亡劇を繰り広げることになる。
アーリア
声 - 戸田恵子
イノガニック・ベイビー
声 - つかせのりこ
謎の知性体の幼体。泣き虫で癇癪持ち。幼い見た目に反しとんでもない能力を持つ。
ジイ
声 - 八奈見乗児
バア
声 - 鈴木れい子
ソルジャーA
声 - 大林隆介
ソルジャーB
声 - 屋良有作
ソルジャーC
声 - 塩屋浩三
小鬼
声 - 安西正弘
ムニョ
声 - 坂本千夏
シャムナ・オリッサ
声 - 高橋美紀
モゴ
声 - 小粥よう子

## スタッフ
- 監督 - 貞光紳也
- 製作 - 小野寺脩一、相原義彰
- プロデューサー - 長尾聡浩
- 企画 - 小野寺脩一、相原義彰
- 原作 - カナメ企画
- 原案協力 - 武上純希
- 原画 - 鍋島修、山下将仁、亀垣一、越智一裕、飯島正勝、庵野秀明 他
- アニメーションディレクター・キャラクターデザイン - 金田伊功
- アニメーションコーディネーター - 影山楙倫、いのまたむつみ
- メカニックデザイン - 小原渉平、小林誠
- 美術監督 - 勝又激
- 音楽 - 久石譲
- 音響監督 - 松浦典良
- 音響効果 - 伊藤克己、今野康之（スワラ・プロ）
- 撮影監督 - 佐野禎司
- 製作 - あいどる、カナメプロダクション

## 主題歌
テーマ・ソング「ザックスの戦士」
作詞 - 荒井まゆみ / 作曲 - 謝花義哲 / 編曲 - 久石譲 / 唄 - シャバナ
イメージ・ソング「不思議なひらめき」
作詞 - 有川正沙子 / 作曲 - 鈴木キサブロー / 編曲 - 荻田光雄 / 唄 - 冨永みーな

## 書籍
画文集 バース BIRTH
金田伊功：画、武上純希：文、カナメプロダクション、1982年。
バース BIRTH 1
金田伊功：著、武上純希・カナメ企画：原案、徳間書店モーションブックス、1983年。
バース―または子どもの遊び
首藤剛志：著、金田伊功：イラスト、講談社X文庫、1984年。
ジ･アニメ特別編集 バース BIRTH
近代映画社、1984年。
ビデオマニュアルAVAAVA（アバアバ）別冊 メガゾーン23/バース
（株）あいどる、1985年7月15日発売。